# Leptogium
Leptogium (Ach.) Gray (pakość) – rodzaj grzybów z rodziny galaretnicowatych (Collemataceae). Ze względu na współżycie z glonami zaliczany jest do grupy porostów.

## Systematyka i nazewnictwo
Pozycja w klasyfikacji według Index Fungorum: Collemataceae, Peltigerales, Lecanoromycetidae, Lecanoromycetes, Pezizomycotina, Ascomycota, Fungi.
Po raz pierwszy takson ten zdiagnozował w roku 1810 Erik Acharius nadając mu nazwę Collema subdiv. Leptogium. Obecną, uznaną przez Index Fungorum nazwę nadał mu w roku 1821 Samuel Frederick Gray, przenosząc go do rodzaju Leptogium.
Synonimy nazwy naukowej: Collema subdiv. Leptogium Ach., Collema subdiv. Mallotium Ach., Collemodium Nyl., Colleptogium M. Choisy, Enchylium Gray, Epidrolithus Raf., Homodium Nyl., Homodium Nyl., Homodium Nyl. ex H. Olivier, Lemniscium Wallr., Leptogiomyces E.A. Thomas ex Cif. & Tomas., Leptogiopsis Trevis., Leptogiopsis Müll. Arg., Leptogium subgen Homodium (Nyl.) Hasse, Leptojum Beltr., Mallotium (Ach.) Gray, Myxopuntia Mont., Pericoccis Clem., Pseudoleptogium Müll. Arg., Stephanophorus Flot.
Nazwa polska według W. Fałtynowicza.
W Polsce stwierdzono występowanie 13 gatunków, ale po zmianach w taksonomii 10 z nich zostało przeniesionych do rodzajów Scytinium i Epiphloea. Pozostały 3 gatunki:
- Leptogium cyanescens (Pers.) Körb. 1855 – pakość galaretowata
- Leptogium saturninum (Dicks.) Nyl. 1856 – pakość pilśniowata
- Leptogium teretiusculum (Flörke ex Wallr.) Arnold 1892 – pakość wąska

Nazwy naukowe na podstawie Index Fungorum. Nazwy polskie według W. Fałtynowicza.